# Comic Sans
Comic Sans ou Comic Sans MS é uma tipografia/fonte digital da Microsoft Corporation desenhada para imitar as letras de histórias em quadrinhos (comics em inglês) para situações informais. Foi criada pelo desenhista da casa Vincent Connare em 1994 e foi adicionado ao sistema Microsoft Windows desde o surgimento do Windows 95, usado inicialmente nas tipografias do Windows Plus Pack e do Microsoft Bob. É até hoje uma das tipografias mais famosas da Microsoft.

## História
A Fonte tipográfica foi elaborada pelo designer da Microsoft Vincent Connare que começou o projeto em 1994. Connare já havia criado anteriormente algumas fontes para uso infantil, de forma que, quando viu uma versão beta do programa Microsoft Bob usando a fonte Times New Roman em balões de diálogos, decidiu criar uma tipografia baseada nas letras usadas em histórias em quadrinhos que ele tinha em seu escritório, especificamente The Dark Knight Returns (letras de John Costanza) e Watchmen (letra de Dave Gibbons).
A fonte não foi concluída a tempo para sua inclusão no MS Bob, mas os programadores do Microsoft 3D Movie Maker, que usavam guias em formato de desenhos, o adotaram. Mais tarde a fonte foi também incluída no Windows 95 Plus! Pack e finalmente para o Windows 95. No final, a fama se alastrou tanto que a fonte foi também incluída  no Microsoft Publisher e Microsoft Internet Explorer. A fonte também foi usada no programa Microsoft Comic Chat, que foi lançado em 1996 com o Internet Explorer 3.0.

## Exemplo de Comic Sans MS
O parágrafo seguinte está escrito em Comic Sans MS, caso esteja instalada no seu computador, senão é utilizada o tipo de letra monospace.

Design é um termo da língua inglesa que se refere a um determinado esforço criativo, seja bidimensional ou tridimensional, segundo o qual se projetam objetos ou meios de comunicação diversos para o uso humano. A tradução em português é portanto "projeto" e não "desenho", da qual é um falso cognato. Por este fato, ela é às vezes erroneamente traduzida como "desenho", mas não se refere diretamente ao ato de desenhar. Devido à influência da literatura inglesa e à baixa qualidade de algumas traduções, é comum encontrar nos países de língua portuguesa a palavra original, de forma que o profissional que trabalha na área de design (i.e. o projetista) é comumente chamado de designer.

ABCDEFGHIJKLMNOPQRSTUVWXYZ

abcdefghijklmnopqrstuvwxyz

1234567890

Exemplos de caracteres

IPA: /ɪgˈzɑːmpəl əv aɪpiːˈeɪ tɹɑːnˈskɹɪpʃən/.

Caracteres árabes: العربية.

Caracteres hebraicos: עברית.

Caracteres cirílicos: Кирилица.

Caracteres gregos: Ελληνικά.

## Críticas
O jornal Boston Phoenix fez uma reportagem sobre o uso generalizado da fonte, especialmente sobre seu uso inapropriado para assuntos sérios. As reclamações a respeito originaram uma campanha para eliminar seu uso, por parte de dois designers gráficos de Indianápolis, Dave e Holly Combs, em seu website. Em defesa, o autor da fonte alega que a fonte não foi criada para ser um tipo para uso geral, mas uma solução encontrada para encontrar letreiramento adequado para uso em software infantil.

## Usos notáveis
- Usado em tags da Ty Inc para os Beanie Babies.
- Usado como publicidade da rede UCI Cinemas
- Usado na descrição da empresa de chocolate em barras Hershey's
- Usado nas caixas de textos do Jogo The Sims
- Usado nas notas e anotações do CD dos The Savage Rose.
- Usado como subtitulo dos jogos Sonic Adventure 2 e Sonic Adventure 2 Battle.
- Usado no jogo Viva Piñata para o Xbox 360.
- Usado na descrição traseiro do DVD Jimmy Neutron: Boy Genius.
- Usado nos créditos finais das telenovelas da Televisa, como Cúmplices de um Resgate.
- Usado nas falas do personagem Sans dos jogos Undertale e Deltarune.